# Schumacher (film)
Schumacher è un film documentario sportivo tedesco del 2021, co-diretto da Hanns-Bruno Kammertöns, Vanessa Nöcker e Michael Wech, incentrato sul pilota tedesco di Formula 1, Michael Schumacher.
Il film è uscito il 15 settembre 2021 su Netflix, in coincidenza col trentennale del debutto di Schumacher in Formula 1. Il film documenta la carriera di Schumacher nel circus, soffermandosi in particolare sul legame con la Scuderia Ferrari culminato nel vittorioso quinquennio 2000-2004. Il tutto è inframezzato da interviste a membri della famiglia Schumacher, che forniscono qualche approfondimento sulla vita privata di Michael, nonché da retroscena sull'incidente avuto sulle alpi francesi nel 2013 e che ha cambiato per sempre la vita del pilota tedesco.

## Produzione
Il film è stato prodotto in collaborazione con la famiglia di Schumacher utilizzando archivi di famiglia privati, filmati d'archivio della Formula 1 e interviste.
Nel film sono presenti interviste con la moglie di Schumacher Corinna, suo padre Rolf, suo fratello Ralf e i suoi figli Gina-Maria e Mick, il suo manager Willi Weber e interviste con personaggi di spicco della Formula 1 tra cui Jean Todt, Bernie Ecclestone, Ross Brawn, Sebastian Vettel, Mika Häkkinen, Damon Hill, David Coulthard, Eddie Irvine e Flavio Briatore.
Il film è co-diretto da Hanns-Bruno Kammertöns, Vanessa Nöcker e Michael Wech, e prodotto da Vanessa Nöcker e Benjamin Seikel per B14 Film.

## Accoglienza
Il film ha ricevuto recensioni miste. Un punteggio di 7.6 da IMDb e 55% da Rotten Tomatoes. The Guardian scrive che il film fornisce un "importante approfondimento" nella vita privata e nelle sofferenze di Schumacher, prima di concludere che è "leggero nei dettagli" e "in qualche modo sterile".